# Thomas Geha
Œuvres principales
- A comme Alone

Thomas Geha, né le 13 avril 1976 à Guingamp, est un écrivain, libraire, éditeur et scénariste français de science-fiction et de fantasy. Il est l'auteur d'une quarantaine de nouvelles parues en revues et anthologies et d'une dizaine de romans.

## Biographie
Ses premières parutions sont des nouvelles, forme littéraire qu'il affectionne particulièrement, publiées dans des fanzines tels que Dragon & Microchips ou U.P.N.T, durant la deuxième moitié des années 1990. Au début des années 2000, il commence à se hisser dans les sommaires d'anthologies ou de revues semi-professionnelles, avec des nouvelles appartenant principalement au fantastique. L'une d'elles, « La Voix de monsieur Ambrose », paraît dans l'anthologie Rêves d'absinthe, aux éditions de L'Œil du Sphinx. « La Nuit du Suner-Gwad », dont l'action se déroule à Loguivy-Plougras, apparaît en 2003 au sommaire de L'Esprit des Bardes, anthologie dirigée par Nathalie Dau pour les éditions Nestiveqnen. « Là-bas », au sommaire de Lunatique en 2005, dépeint quant à elle un jeune homme à Prague qui, pris de folie, tue sa petite amie sur le pont Charles. En 2007 une autre nouvelle, « Mais où est donc passé Ernie Carb Hammett ? » est adaptée en court-métrage par Mike Opuvty sous le titre Ernie Carb Hammett. En 2013, Thomas Geha obtient son premier prix d'envergure, le Rosny aîné, avec « Les Tiges », nouvelle parue dans l'anthologie Destination Univers aux éditions Griffe d'encre. Il lui faut attendre 2020 pour obtenir un autre prix majeur, le prix Imaginales, avec son recueil Chuchoteurs du dragon & autres murmures. Cette fois-ci, l'ensemble du recueil est primé.
Son recueil Les Créateurs est très bien accueilli par la presse spécialisée comme généraliste.
En tant que romancier, Thomas Geha publie d'abord A comme Alone en 2005 puis sa suite Alone contre Alone, en mars 2008, chez le même éditeur, Black Coat Press. En 2009, Alone contre Alone est finaliste du prix Rosny aîné, le prix public de la Science-Fiction d'expression française, remis tous les ans lors de la convention nationale de science-fiction. Les deux volumes, en 2014, seront repris en intégrale par les éditions Critic. L'auteur ajoute deux nouvelles à ce cycle : « L'Ère du Tambalacoque » et « Le silence est d'or ». En 2019, « Guarden », au sommaire d'un numéro de la revue Galaxies consacré à Julia Verlanger, vient conclure ce cycle post-apocalyptique.
Son troisième roman, la première partie d'un diptyque de fantasy intitulé Le Sabre de sang, paraît en octobre 2009 aux éditions Critic. Le deuxième volume arrive deux ans plus tard, en mai 2011. Les deux volumes sont repris en poche en février 2014 dans la collection « Folio SF » des éditions Gallimard. Thomas Geha enchaîne alors les romans, aussi bien pour un public d'adultes (American Fays, en collaboration avec Anne Fakhouri) que pour un public de jeunes (Cent Visages, éditions Rageot). En 2019, l'auteur publie un roman remarqué par la critique et les lecteurs, Des sorciers et des hommes, fix-up de fantasy qui obtient une place de finaliste au prix Imaginales des lycéens.
En 2010, il crée, avec son frère Mikaël, la maison d'édition Ad Astra. Celle-ci publiera une dizaine de livres avant de fermer définitivement ses portes en 2018. Avec Ad Astra, Xavier Dollo et son frère Mikaël obtiennent le Grand prix de l'Imaginaire pour la réédition du Cycle de Lanmeur de Christian Léourier.
En novembre 2020, il publie aux Humanoïdes Associés sa première bande dessinée sous son nom Xavier Dollo : L'Histoire de la science-fiction en bande dessinée, en collaboration avec le dessinateur canadien Djibril Morissette-Phan.
Il fut également membre du comité de rédaction de la revue Fiction (Moutons Électriques éditions), du jury du Prix Imaginales de 2003 à 2008. Il est aussi chargé de cours à l'université Rennes 2 en Diplôme d'études universitaires scientifiques et techniques métiers du livre, où il aborde l'histoire des littératures de l'imaginaire.
En tant que libraire, il est surtout connu pour avoir travaillé une quinzaine d'années à la librairie / éditions Critic, spécialisée en bande dessinée et littératures de l'imaginaire, qu'il quitte en juillet 2020, pour créer la société Argyll (édition, librairie...), avec trois associés : Simon Pinel, Xavier Collette et Frédéric Hugot.
Il fut directeur artistique du festival Ouest Hurlant à Rennes en 2022, chargé de la programmation des deux volets du festival, grand public et  scolaire. Les deux volets se sont séparés en 2023. Il est désormais directeur artistique du festival Sirennes, lui aussi à Rennes, dédié aux littératures et cultures de l'imaginaire, et principalement dédié aux publics scolaires du secondaire. Le festival Sirennes développe également une journée grand public, sur le samedi du festival, et qui se tient sur le campus de l'Université Rennes-II, qui porte le projet.

## Œuvres

### Romans
- A comme Alone, Pamiers, France/Encino, CA, USA, Éditions Rivière Blanche/Black Coat Press, 2005, 164 p. (ISBN 978-1-932983-51-7)
- Alone contre Alone, Pamiers, France/Encino, CA, USA, Éditions Rivière Blanche/Black Coat Press, 2008, 236 p. (ISBN 978-1-934543-33-7)
- Le Sabre de sang, t. 1 : Histoire de Tiric Sherna, Rennes, France, Éditions Critic, 2009, 252 p. (ISBN 978-2953499803)
- Le Sabre de sang, t. 2 : Histoire de Kardelj Abaskar, Rennes, France, Éditions Critic, 2011 (ISBN 978-2953499834)
- La Guerre des chiffonneurs, Pamiers, France/Encino, CA, USA, Éditions Rivière Blanche/Black Coat Press, 2011 (ISBN 978-1612270555)
- Sous l'ombre des étoiles, Pamiers, France/Encino, CA, USA, Éditions Rivière Blanche/Black Coat Press, 2013 (ISBN 9781612272498)
- Cent visages, Paris, France, Rageot Editeur, 2014 (ISBN 9782700247039)
- Celle qui voulait avoir 30 ans, Paris, France, ActuSF éditions, 2014, numérique.
- Des sorciers et des hommes, Rennes, France, Éditions Critic, 2018, 318p.  (ISBN 9782375790472)

### Intégrale
- Alone, l'intégrale, Rennes, France, Editions Critic, 2014 (ISBN 9791090648173)  / contient : A comme Alone, Alone contre Alone et deux nouvelles, « L'Ėre du Tambalacoque » et « Le Silence est d'or ».
- Alone, l'intégrale, Rennes, France, Editions Goater, 2024, 571 p. (ISBN 9782383670421)  / contient : A comme Alone, Alone contre Alone et trois nouvelles, « L'Ėre du Tambalacoque »,« Le Silence est d'or » et "Le Dernier voyage".

### Romans en collaboration
Sous le nom de Xavier Dollo, avec Anne Fakhouri :
- American Fays, Rennes, France, Editions Critic, 2014 (ISBN 9791090648333)

### Recueils
- Les Créateurs, Rennes, France, Éditions Critic, 2012 (ISBN 978-2953499872)

Contient : « La Voix de monsieur Ambrose », « Là-bas », « Sumus vicinae », « Bris », « Copeaux » (inédit papier) et « Dans les jardins » (inédit).
- Geha, Chuchoteurs du dragon & autres murmures, Elenya, 2019

Contient : « Chuchoteurs du dragon », « Le Guetteur de nuages », « La tête qui crachait des dragons », « Loguivy-Plougras terre de légendes », « La Nuit du Suner-Gwad », « La Fontaine retrouvée », « Le Briquet de Noël », « Trois Petits Cochons », « Je serai Joseph », « Tombent les plumes ».

### Nouvelles
- 2024 : Voyageuse (Solarpunk, éditions Les Moutons électriques)
- 2022 : InfluenzIA (Utopiales jeunesse 2022, éditions ActuSF)
- 2022 : Les Trois Cloches (Humanum in silico, éditions Flatland)
- 2021 : Un univers piqueté de rouilles (Fiction, l'imaginaire radical n°1, Moltinus)
- 2020 : Ana des chemins creux (Le Dragon Rouge, éditions Goater)
- 2020 : RoazhonCop (Rennes (No) Futur, éditions Goater)
- 2019 : Guarden (Galaxies no 58 nouvelle série)
- 2018 : Traquées dans une aube de pierre (collection Aventures no 20, éditions Le Carnoplaste)
- 2018 : Le Monde selon Minos (anthologie Monstres cachés, association ImaJn'ère)
- 2017 : Les sortilèges de la mer d'os (Des sorciers et des hommes épisode 2, anthologie Dyrméa, éditions Elenya)
- 2017 : Rubans de soie rouge (Des sorciers et des hommes épisode 1, anthologie Dyrméa, éditions Elenya)
- 2017 : La grande guerre contre les os (collection Aventures no 12, éditions Le Carnoplaste)
- 2014 : Super 8 (anthologie Super-Héros, éditions Elenya)
- 2014 : Le Guetteur de nuages (anthologie des Imaginales 2014, éditions Mnemos)
- 2014 : La tête qui crachait des dragons (anthologie Lancelot, éditions ActuSF)
- 2013 : Ma douce Colombine (anthologie Réalité 5.0, éditions Goater) (trad. en italien in anthologie "una transizione in blu")
- 2013 : Le Vampire et Elle (anthologie Vampires à contre-emploi, éditions Mnémos)
- 2013 : Elle(s) (publiée dans Géante Rouge, no 21 "dossier Thomas Geha")
- 2013 : Psychindus (publiée dans Géante Rouge, no 21 "dossier Thomas Geha")
- 2013 : Ciel bleu d'un hiver à jamais (Riposte Apo, ImaJn'Ere)
- 2012 : Chuchoteurs du dragon (Reines & Dragons, ed. Mnémos)
- 2012 : Les Tiges (Destination Univers, ed. Griffe d'Encre)
- 2011 : Copeaux (1/ in Destination Reims, site internet de la ville de Reims ; 2/ in Les Créateurs, ed Critic, février 2012)
- 2011 : La Dette, publiée en numérique sur le site des éditions Critic.
- 2011 : Mécanique de ta disparition, publiée dans Brins d'éternité no 28, Québec
- 2011 : La ballade de Yuln, publiée dans Dimension Guieu, Rivière Blanche
- 2010 : Caroline, la première girafe, publiée dans Il était 7 fois, Argemmios, 2010.
- 2010 : Lettre de motivation, publiée dans le fanzine spécial SF, librairie Abraxas-Libris (Bécherel)
- 2010 : Bris, publiée dans Arcanes, Voy[el], 2010.
- 2010 : Sumus Vicinae, publiée dans Flammagories, hommage à Nicholas Lens, Argemmios, 2010.
- 2009 : L'ère du Tambalacoque, publiée dans Les Trésors de la Rivière Blanche, Black Coat Press, 2009
- 2007 : Thomas, Momo et le radeau, publiée dans Lunatique no 75, Eons, 2007.
- 2007 : Les yeux plus gros que le ventre, publiée dans Black Mamba no 7, Céléphaïs, 2007.
- 2005 : Là-bas, publiée dans Lunatique no 69, Eons, 2005.
- 2005 : Le monde dans ses yeux, publiée dans Black Mamba no 0, Celephaïs, 2005
- 2004 : Le drap de soie noire, publiée dans Luna Fatalis no 8
- 2003 : La nuit du suner-gwad, publiée dans L'esprit des bardes, Nestiveqnen, 2003.
- 2001 : La voix de monsieur Ambrose, publiée dans Rêves d'Absinthe, L'œil du sphinx, 2001
- 2000 : Les Intrus, publiée dans Miniature no 14, 2000.
- 1999 : Le Pourvoyeur, publiée dans Miniature no 11, 1999.
- 1996 : Le désert, publiée dans UPNT no 3, 1996.
- 1996 : Loguivy-Plougras, terre de légendes, publiée dans Murmures d'Irem no 3, 1996.
- 1994 : Solène, publiée dans Dragon & Microchips no 9, L'Œil du Sphinx, 1994.

### Scénarios de bande-dessinée
- Les Zippoz, série de strips en collaboration avec Eric Scala, dont une partie a été publiée dans le sketchbook d'Eric Scala aux éditions Ad Astra.
- Une histoire de la science-fiction en bande dessinée, avec Djibril Morissette-Phan, Les Humanoïdes Associés, 2020. Traduite en anglais, allemand, espagnol, tchèque, russe, polonais, chinois.

## Prix et distinctions
- Finaliste des Xingyun Awards 2025, catégorie "Best translated fiction".
- Nommé aux BSFA awards (The British Science Fiction Society) dans la catégorie Best Non-Fiction, longlist : The History of Science Fiction (Humanoids)
- Nommé par l'European Science Fiction Society aux "2022 Hall of Fame Awards – Nominations", dans la catégorie "Best Promoter".
- Finaliste du prix Babelio 2021 : "Histoire de la Science-Fiction."
- Lauréat du Prix Pépin d'Argent 2005 : Prescient (nouvelle, sous le nom de Xavier Dollo).
- Lauréat du Prix Pépin du Public 2008 : Ennui Divin (nouvelle, sous le nom de Xavier Dollo).
- Finaliste du Prix Rosny aîné 2009 : Alone contre Alone (roman, sous le nom de Thomas Geha).
- Coup de cœur des bibliothèques de Paris 2010 pour Le sabre de sang.
- Finaliste du prix Masterton 2011 : Flammagories (nomination collective pour l'ensemble du recueil).
- Finaliste du Prix Rosny aîné 2012 : La guerre des chiffonneurs (roman, sous le nom de Thomas Geha).
- Co-lauréat du Prix Rosny aîné 2013 : Les Tiges (nouvelle, sous le nom de Thomas Geha).
- Co-lauréat en 2013 du Prix Spécial du Grand Prix de l'Imaginaire pour la réédition du cycle de Lanmeur chez Ad Astra éditions.
- Finaliste du Prix Imaginales 2015 : American Fays (avec Anne Fakhouri).
- Finaliste du Prix Imaginales des lycéens 2019 pour Des sorciers et des hommes.
- Coup de cœur 2018 des bibliothèques de Paris pour Des sorciers et des hommes.
- Lauréat du Prix Imaginales 2020 de la nouvelle pour le recueil Chuchoteurs du dragon & autres murmures.